# Очевидність
Очевидність — повна доступність, повна чіткість, ясність пізнання, яке не викликає заперечень. Таку властивість мають, наприклад, загальновідомі знання, які в англомовній літературі називаються «Common knowledge».

Існують три основні значення терміна — гносеологічне, методологічне (один із критеріїв правдивості тверджень) та етичне.

## Очевидність у гносеологічному сенсі
Згідно з Гуссерлем, вважати істинним можна лише очевидне, те, що сприймається без жодних передумов. Гуссерль критикував психологізм, за яким сприйняття дечого як істини зумовлене діяльністю психіки. Він вважав, що істина існує незалежно від людини, проте людина завжди сприймає світ суб'єктивно. «Я» людини умовно усувається з процесу пізнання і від предмета дослідження залишається «феноменологічний залишок» — самоочевидне знання.

## Очевидність як критерій істини
Існують три первинні істини, які неодмінно визнаються при дослідженні знання та істини. Ці істини суть: факт нашого існування (первинний факт), принцип несуперечливості (первинний принцип) та здатність розуму довідатися правду (первинна умова). Ці істини неможливо довести, оскільки вони внутрішньо присутні при будь-якому аналізі. Підтвердження їхньої апріорності в тому, що ніхто не може, заперечуючи ці істини, розпочати доведення, без неявної опори на них.
Загалом істини не є очевидними й потребують доказу через раціональний аналіз. Наприклад, температура кипіння води повинна бути визначена й перевірена. Авторитет ученого, який проводить такий експеримент зазвичай приймається як доказ, але за потреби експеримент можна провести повторно й підтвердити його результат. Для того, щоб мати раціональну цінність, свідчення мають бути об'єктивними. Джонатан Доленті наводить три можливі джерела свідчень: свідчення органів чуття, свідчення раціональної думки й свідчення експерта. Доленті зазначає, що свідчення експерта потрібно приймати з обережністю, й підкреслює необхідність виклику авторитету. Він зауважує, що фахівці помиляються, а іноді навіть дають фальшиві свідчення.